# László Sárosi (calciatore)
László Sárosi (Budapest, 27 febbraio 1932 – 2 aprile 2016) è stato un allenatore di calcio e calciatore ungherese, di ruolo difensore.